# Mustafa Kaya
Mustafa Kaya (ur. 6 czerwca 1992) – turecki zapaśnik startujący w stylu wolnym. Olimpijczyk z Rio de Janeiro 2016, gdzie zajął dwudzieste miejsce w kategorii 65 kg.
Piąty na mistrzostwach świata w 2014 i 2017. Mistrz Europy w 2019 i wicemistrz w 2016. Trzeci na igrzyskach europejskich w 2015. Triumfator igrzysk śródziemnomorskich w 2013. Siódmy w Pucharze świata w 2014. Akademicki mistrz świata w 2012 i mistrz śródziemnomorski w 2010. Trzeci na MŚ juniorów i mistrz Europy juniorów w 2012 roku